# لورنا گورندس
لورنا گورندس (به اسپانیایی: Lorena Guréndez)  (زاده ۷ مه ۱۹۸۱) ژیمناست ریتمیک اهل اسپانیا بود.
از افتخارات وی میتوان به کسب مدال طلا در بخش تمام اسباب تیمی در بازی‌های المپیک تابستانی ۱۹۹۶ اشاره کرد.